# Извор (Софийска област)
Вижте пояснителната страница за други значения на Извор.
Извор е село в Западна България. То се намира в община Сливница, Софийска област.

## География
Село Извор се намира в планински район, близо до българо-сръбската граница.

## История
До 80-те години на XX век селото е било махала Извор на село Бахалин. 
Село Извор е било на важно стратегическо място по времето на битката при Сливница през 5-7 ноември 1885 г. На върха на хълма до селото се крие в окопите сръбският крал Милан. По-късно той бяга от битката, като си изпуска звънеца близо до селото.

## Население
Селото е силно населено до началото на комунистическия режим в България в края на 40-те и 50-те години на XX век. Тогава голяма част от населението се преселва в Сливница и в София.
В наши дни местното население е намаляло и са останали главно вилни имоти.

## Културни и природни забележителности
- Сръбските окопи от битката при Сливница (5-7 ноември 1885 г.)
- Каменен кръст - (по пътя за Бахалин в дясно, на възвишението)

## Редовни събития
Празникът на село Извор се отбелязва съвместно с този на село Бахалин, на 19 октомври, когато се чества денят на Св. Иван Рилски. Празникът е възобновен през 2014 г. по инициатива на кметския наместник на двете села – Десислава Тодорова.

## Галерия
- Тунела под жп линията
- Село Извор
- Къща в село Извор
- Къща в село Извор
- Къща в село Извор